# Eo (Laconia)
Eo (en griego, Οἰός) es el nombre de una antigua ciudad griega de Laconia.
Es citada por Jenofonte que menciona que se encontraba en el distrito de Escirítide. Allí fue donde, después de la Batalla de Leuctra, el espartano Iscolao estaba allí al mando de una guarnición para tratar de resguardar el paso de una posible invasión de los tebanos y sus aliados hacia Laconia. Fueron los arcadios, aliados de los tebanos, quienes atacaron la ciudad y, a pesar de la inicial resistencia de los defensores, consiguieron derrotarles.
Se ha sugerido que debió localizarse cerca de la población de Ai-Gianni Kerasias.